# Prince Efe Ehiorobo
Prince Efe Ehiorobo (Benin City, 12 aprile 1984) è un ex calciatore nigeriano, di ruolo centrocampista.

## Carriera

### Club
Ehiorobo cominciò la carriera giocando, a livello giovanile, con le maglie di Invisible-Leopards e DSC Aladja. Vestì poi la maglia dell'NPA, venendo nominato anche giocatore del mese del campionato. Passò agli svedesi del GAIS nel 2002. Qui fu nominato miglior giocatore dell'anno nel 2004.
Nel 2007 giocò qualche match per il Torslanda, prima di accordarsi con i norvegesi del Drøbak/Frogn. Si trasferì poi al Løv-Ham, per cui esordì il 13 aprile 2008, quando fu titolare nel successo per 1-0 sul Notodden. Il 29 giugno segnò la prima rete in campionato, nel successo per 3-2 sull'Haugesund.
A novembre 2009, si accordò con gli svedesi dell'Åtvidaberg. A marzo 2010, però, tornò al Løv-Ham. Il 3 agosto 2011 fu ingaggiato dal Bryne. Debuttò in squadra il 7 agosto, sostituendo Klaus Petersen nel successo per 4-2 sullo Strømmen. Il 2 ottobre segnò la prima rete con questa maglia, sancendo il successo per 1-0 sullo Hødd. Nel 2012, passò al Lärje-Angereds.

### Nazionale
Nel 2001 fu convocato nella Nigeria, per la sfida contro il Madagascar. Non giocò però l'incontro.